# Ulak Kerbau Baru
Ulak Kerbau Baru is een bestuurslaag in het regentschap Ogan Ilir van de provincie Zuid-Sumatra, Indonesië. Ulak Kerbau Baru telt 1465 inwoners (volkstelling 2010).